# أسفل حولل (يهر)

تعديل مصدري - تعديل

اسفل حولل هي إحدى قرى عزلة يهر بمديرية يهر التابعة لمحافظة لحج، بلغ تعداد سكانها 65 نسمة حسب تعداد اليمن لعام 2004.